# Filip II August
Filip II August (franc. Philippe Auguste; ur. 21 sierpnia 1165 w Gonesse, zm. 14 lipca 1223 w Mantes-la-Jolie) – król Francji od 1179 roku. Początkowo koregent ojca, samodzielny władca w latach 1180 – 1223. Syn Ludwika VII, z dynastii Kapetyngów i jego trzeciej żony, Adeli z Szampanii.

## Koronacja

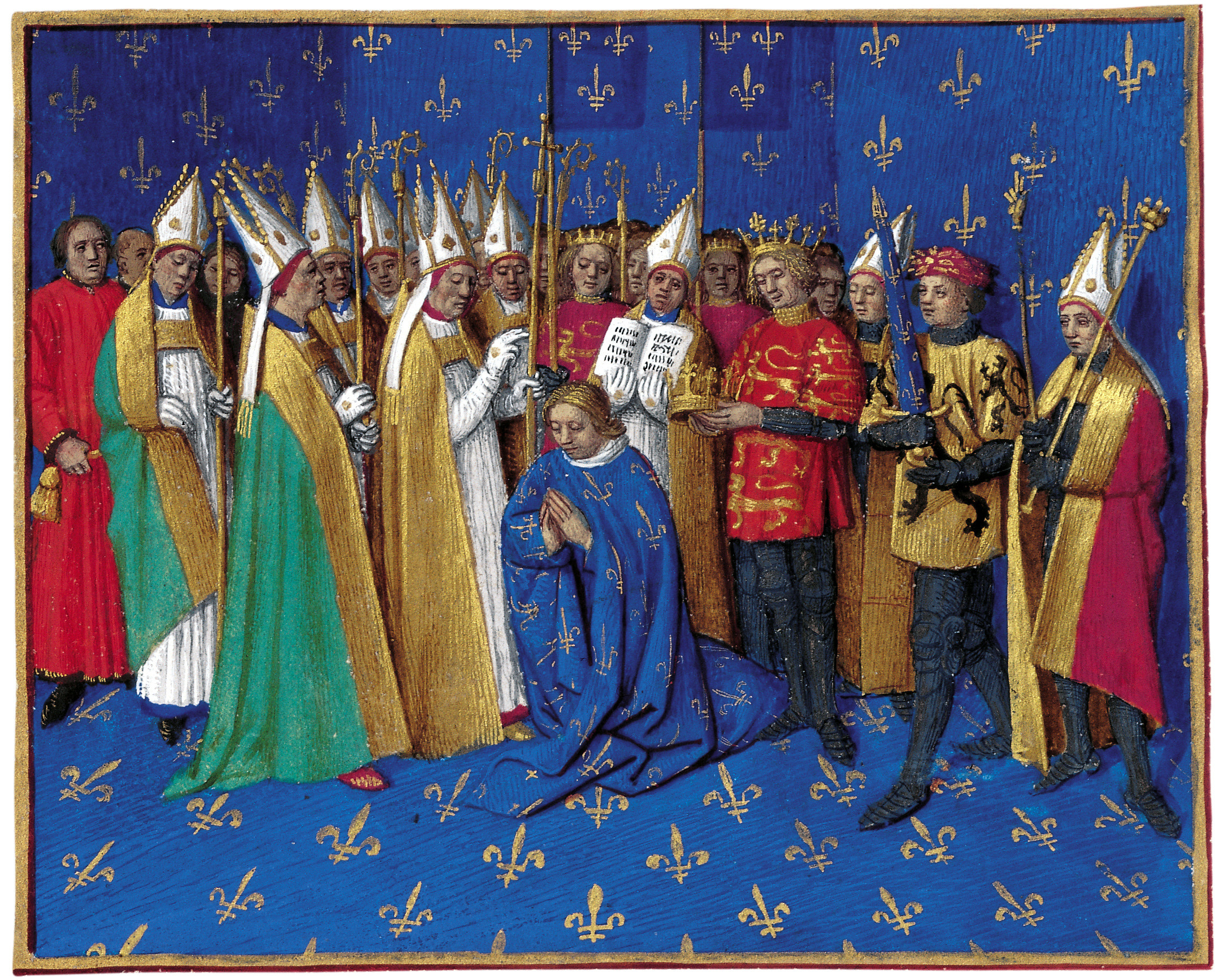
Koronacja Filipa Augusta

Filip August miał 15 lat, gdy w 1179 r. jego ojciec Ludwik VII przeprowadził jego elekcję (associatio in regem). Planowana na 15 sierpnia koronacja musiała zostać odłożona, ponieważ w przeddzień Filip, podczas polowania w puszczy Compiègne, zabłądził w lesie i ciężko zachorował. Ludwik VII udał się wówczas z pielgrzymką do grobu św. Tomasza Becketa w Canterbury. Po wyzdrowieniu Filipa koronacja odbyła się 1 listopada w Reims, gdzie został namaszczony i koronowany przez swego wuja, arcybiskupa Reims, kardynała Wilhelma z Szampanii. Gdy wkrótce Ludwik VII został dotknięty paraliżem, młody król odebrał ojcu pieczęcie i rozpoczął samodzielne rządy, w pierwszych latach wspierając się na matce Adeli z Szampanii i wujach, w szczególności na kardynale Wilhelmie, i hrabiach Henryku I z Szampanii, Tybaldzie V z Blois i Stefanie I z Sancerre.

## Filip krzyżowiec
Filip August uczestniczył w III wyprawie krzyżowej razem z cesarzem Fryderykiem Barbarossą i królem angielskim – Ryszardem Lwie Serce. Król na czele swych wojsk wyruszył z Vézelay 1 lipca 1190, aby poprzez Lyon, Alpy i Genuę dotrzeć do Messyny na Sycylii, gdzie armia francuska (wraz z angielską) przezimowała.
30 marca 1191 Filip August wraz z wojskiem wypłynął na wschód i wziął udział w oblężeniu Akki. Po zdobyciu miasta ciężko zachorował na dyzenterię i 31 lipca 1191 pozostawił francuską armię pod dowództwem księcia Burgundii Hugona III – poprzez Genuę powrócił do Francji.
W 1209 Filip August wspierał ogłoszoną przez papieża Innocentego III krucjatę przeciwko katarom.

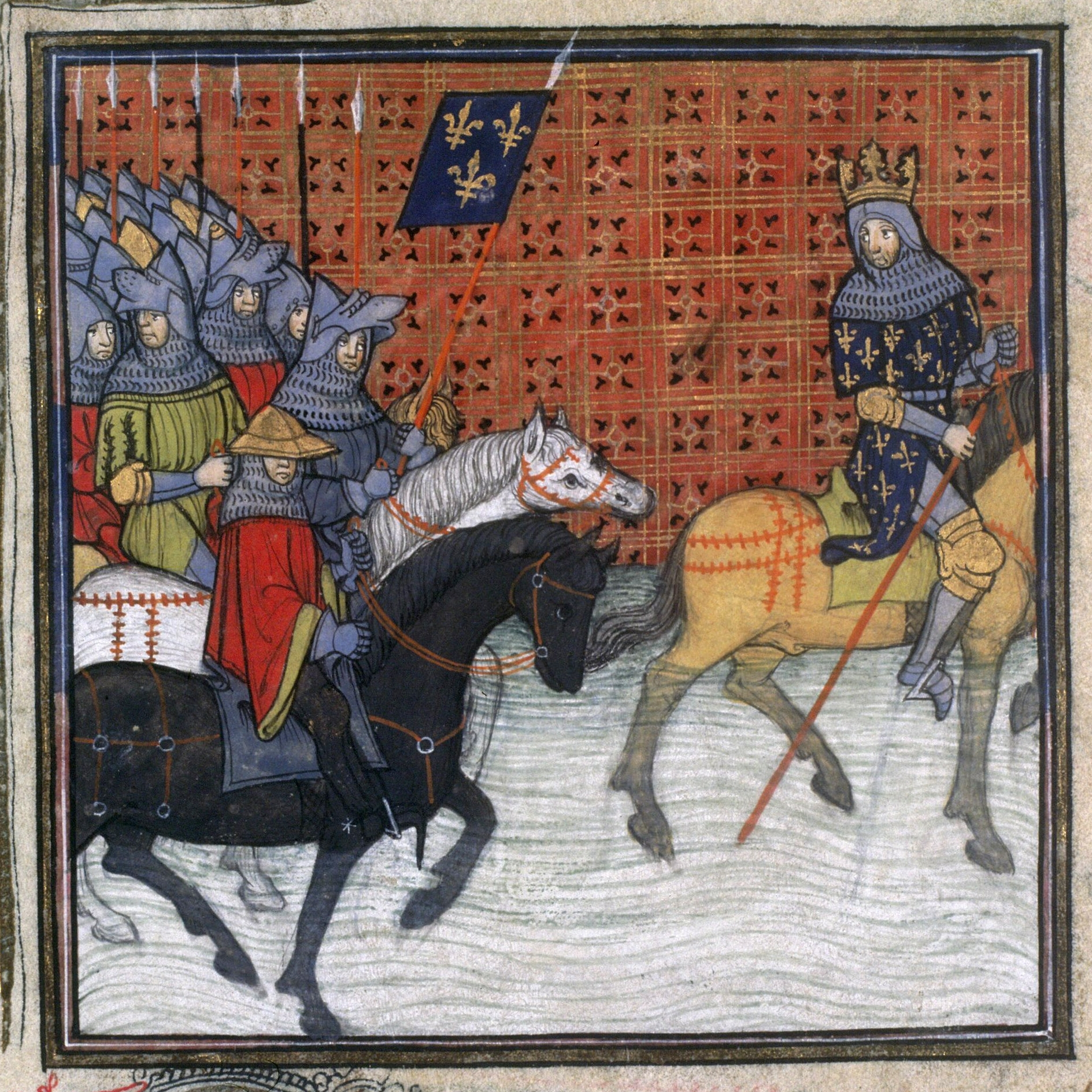
Filip August przekraczający Loarę

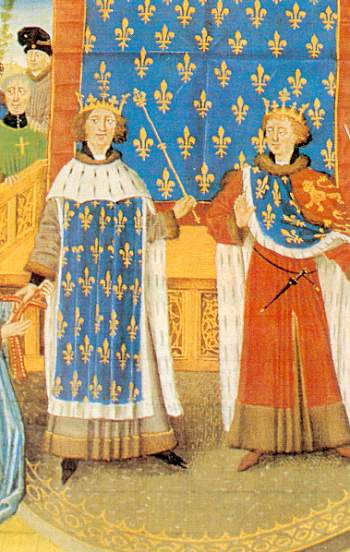
Spotkanie Filipa Augusta z Ryszardem Lwie Serce

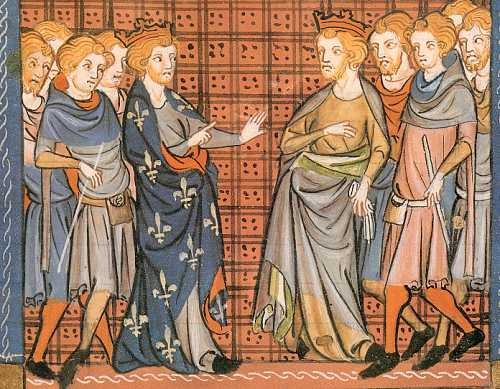
Kłótnia Filipa Augusta z Ryszardem Lwie Serce w Messynie, podczas III wyprawy krzyżowej

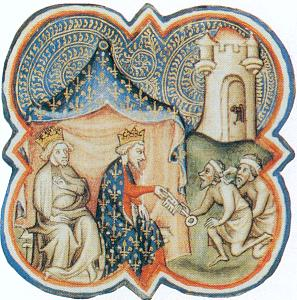
Filip August i Ryszard Lwie Serce odbierają klucze do Akki

## Powiększanie i umacnianie królestwa
Filip August panował przez 44 lata, wykorzystując je skutecznie na wzmocnienie swej władzy jako feudalnego monarchy i na prawie czterokrotne powiększenie powierzchni domeny królewskiej (ziem podlegających bezpośredniej władzy monarchy, bez pośrednictwa wielkich wasali). Od czasów panowania Filipa jego królestwo zaczęto nazywać Francją (dawniej – królestwo Franków). Jako pierwszy sporadycznie od 1190 roku, a oficjalnie od 1204 tytułował się królem Francji. W celu zwiększenia swej domeny wykorzystywał wszelkie możliwe sposoby: wykup ziem, konfiskaty lenn zdradzieckich wasali, a pierwsza małżonka, Izabella z Hainaut, przyniosła mu w wianie hrabstwo Artois. Jednakże największe zwiększenie terytorium swego państwa Filip II August uzyskał przez zręczne intrygi i zbrojną konfiskatę prawie całości zachodnich i północnych prowincji: Normandii, Andegawenii, Maine, północnego Poitou i Bretanii (1205 r.), będących pod panowaniem Jana I bez Ziemi, króla Anglii. W 1214 w bitwie pod Bouvines pokonując koalicję pod wodzą cesarza Ottona IV utrwalił granice swojego królestwa, stając się najpotężniejszym monarchą ówczesnej Europy.

## Rozwój gospodarczy Francji za czasów Filipa Augusta
Okres panowania Filipa II Augusta zaznaczył się wielkim rozwojem gospodarczym Francji. Dzięki karczowaniu lasów i melioracji gruntów bagiennych zwiększył się znacznie areał upraw rolnych, a dzięki zastosowaniu trójpolówki (zboże jare, ozime, ugór), uzyskiwano znacznie wyższe plony. Do intensyfikacji produkcji rolnej przyczyniło się też zastąpienie wołu jako zwierzęcia pociągowego przez konia, oraz zastosowanie wiatraków do przemiału zbóż. Nastąpił szybki wzrost liczby ludności. W miejsce małych osad powstawały duże wsie wielodrożne, a miasta stawały się ludniejsze. Rosło też ich znaczenie jako centrów gospodarczych, handlowych i kulturalnych. W miastach Flandrii powstały duże ośrodki produkcji sukna, które stało się towarem eksportowym do całej Europy. Utrwaliła się rola Paryża jako stolicy, miasto otoczone zostało murami obronnymi, utworzono centralny rynek (Les Halles), otrzymało brukowane ulice, nadano statut uniwersytetowi paryskiemu (1200), a dla potrzeb dworu królewskiego wybudowany został okazały zamek warowny – Luwr. Kontynuowano budowę katedry Notre-Dame de Paris. Filip był królem popularnym wśród poddanych, kontrolował i ograniczał władzę i wpływy arystokracji na rzecz nowo powstałego mieszczaństwa.

## Królewskie małżeństwa
Pierwszą żoną Filipa Augusta była poślubiona 28 kwietnia 1180 Izabella z Hainaut. Małżeństwo nie układało się najlepiej, między innymi dlatego, że teść króla poparł jego przeciwników podczas konfliktu w 1184 we Flandrii. Izabella zmarła w połogu w 1190.
Filip August ożenił się powtórnie 14 sierpnia 1193 z Ingeborgą Duńską (zwaną Isambour), córką króla duńskiego Waldemara I Wielkiego. Z nieznanych względów małżonek czuł do niej odrazę i odmówił nazajutrz koronowania Ingeborgi na królową. Ponieważ sprzeciwiała się tej decyzji, zamknął ją w klasztorze i wystąpił do papieża o anulowanie małżeństwa z powodu jego nieskonsumowania oraz zbyt bliskiego pokrewieństwa. Ponieważ Ingeborga utrzymywała, że do konsumpcji jednak doszło, a Duńczycy w dokumencie Genealogia Regum Danorum wykazali, że małżonkowie nie są spokrewnieni ze sobą w sposób niedozwolony, papież nie przychylił się do prośby króla.
W międzyczasie (7 maja 1196) Filip August ożenił się po raz kolejny, z księżniczką Agnieszką z Meran. Papież Innocenty III ogłosił, że małżeństwo to jest nieważne, ponieważ w świetle prawa kościelnego żoną króla była Ingeborga. Papież zażądał od króla oddalenia Agnieszki, a ponieważ Filip August odmówił, w 1199 nałożył na niego i na Francję interdykt, który zdjął dopiero 7 września 1200. Nieustająca presja ze strony papieża i brata Ingeborgi, duńskiego króla Waldemara II, spowodowała, że ostatecznie uznał Ingeborgę za swoją żonę i koronował ją na królową (1213).

## Potomkowie i następcy
Potomkowie Filipa II:
- z Izabellą z Hainaut
  - Ludwik VIII Lew (ur. 5 września 1187) – król Francji w latach 1223-1226
  - Filip i Robert (ur. 14 marca 1190, zm. 18 marca 1190)
- z Agnieszką z Meran
  - Maria (ur. 1198, zm. 20 sierpnia 1223) – późniejsza żona Filipa I, hrabiego Namur, a następnie Henryka I, księcia Brabancji
  - Filip Hurepel (ur. 1200, zm. 19 lipca 1234) – hrabia Clermont, Mortain, Aumale, Boulogne i Dammartin
  - Tristan (zmarł w niemowlęctwie w lipcu 1201)
- dzieci nieślubne
  - Filip Karol, późniejszy biskup Noyon

Filip II August zmarł w 1223 r., został pochowany w bazylice Saint-Denis.

## Postać Filipa Augusta w literaturze i sztuce
Król Filip August jest jednym z bohaterów sztuki Jamesa Goldmana Lew w zimie, na podstawie której w 1968 nakręcono nagrodzony kilkoma Oscarami film. Odtwórcą roli Filipa Augusta był Timothy Dalton. Fabuła sztuki implikowała homoseksualną relację pomiędzy Filipem Augustem a Ryszardem Lwie Serce. W 2003 nakręcono telewizyjną wersję sztuki, w której rolę Filipa odtwarzał Jonathan Rhys Meyers